# 大阪市交通局2101形電車
大阪市交通局2101形電車（おおさかしこうつうきょく2101がたでんしゃ）とは、大阪市交通局が保有していた路面電車車両である。1953年に19両が製造された。

## 概要
2101形は、1951年に日立製作所（5両）、富士車輌（5両）、帝国車両（4両）、近畿車輛（3両）、広瀬車両（2両）の各社で製造された。2101形は、実質2001形の増備車として登場し、車体も2001形と同一の全長約12.2mで側面窓配置はD5D4、前面も3枚窓であったが、技術の進歩に伴ってサービス面や足回りに大きな改良が施されたため、2001形と別形式となった。
2001形から改良された点としては、サービス面ではすべての扉を自動ドア化して、車内照明に大阪市電初の蛍光灯を採用したことから、そのサービス電源をまかなうために電動発電機（CLG-301B）が取り付けられた。また、足回りもリサイクル品使用の2001形とは異なり、台車は新型のウイングばね台車のFS-57を履き、主電動機は端子電圧600V時1時間定格出力37.5kWのSS-50を搭載することとなった。
2101形の製造両数が19両と中途半端なのは、1953年の車両製造予算は20両分が確保されていたものの、そのうち1両分を大阪市電の和製PCCカー第一号車で、大阪市電創業50周年の記念車でもある3000形に充当したためである。

## 運用
2101形は、戦後の市電全盛期には都島、春日出の両車庫に配属され、先輩の2001形と共通で両車庫が担当する各路線で運行された。車庫の場所柄、大阪駅周辺のいわゆる「キタ」でよく見られる車両であったが、都島担当の11（守口 - 都島本通 - 天神橋筋六 - 霞町 - 阿倍野橋）、15（都島車庫前 - 天神橋筋六 - 大阪駅前 - 桜橋 - 賑橋 - 難波駅前 - 日本橋筋一 - 天神橋筋六 - 都島車庫前）の両系統で難波や阿倍野橋といった「ミナミ」にも顔を出したほか、桜橋 - 福島西通間では都島所属の13と春日出所属の16，17の各系統が重なることから、両車庫の2101形がすれ違う光景が見られた。
2101形の見かけは2001形と大差なかったが、蛍光灯の採用やウイングばね台車の装備など、当時採用できる新機軸を積極的に導入することで、3000形をはじめ、後に登場する2201形や3001形につながる新機軸導入の素地を築いた。その意味では、戦後の復興から和製PCCカーに代表される戦後路面電車の全盛期への過渡期にあった車両であるといえる。この他、新型台車のテストも行われており、1956年ごろに2101号に日立製の試作台車を履かせて実用試験を行ったことがあった。また、検査などでFS-57の予備が確保できなかったときに、手持ちの大阪市電形台車やブリル77Eを装着して運用されたこともあった。
大阪市電縮小の過程において、2101形は2001形同様、末期まで運行されたが、1968年10月に全車廃車された。廃車後は、こちらも2001形同様車齢が若く使い勝手のいい中型車であるにもかかわらず、他社への譲渡車はなかった。また、一部車体のみ売却されて保存されたものもあったが、全て解体されている。